# زيتون حسين الدليمي
زيتون حسين مراد حمادي الدليمي هي سياسية عراقية من مواليد عام 1955 حاصلة على شهادة البكالوريا. شغلت منصب عضو في مجلس النواب العراقي عن محافظة بغداد في دورته الثالثة (2014-2018)، والرابعة (2018-2022) ضمن ائتلاف الوطنية.